# Grey Dawn (альбом)
Grey Dawn (с англ. — «Серый рассвет») — второй студийный альбом шведской дэт/дум-группы October Tide, выпущенный в 1999 году лейблом Avantgarde Music. Это единственный альбом с Мортеном Хансеном (швед. Mårten Hansen) из группы, ныне названной This Ending, а также последний с Йонасом Ренксе в составе группы.

## Об альбоме
Альбом получил похвалу от поклонников и тематических музыкальных СМИ. Ренксе и Норрман приняли решение не давать интервью и не ездить в турне вообще, что привело к недолговечной публичности проекта. Первые два студийных альбома October Tide продолжают жить в андеграундном сообществе, как две заметные работы, появившиеся в результате временного распада Katatonia.

## Список композиций
Слова и музыка всех песен — October Tide.
| №                   | Название                           | Длительность |
| ------------------- | ---------------------------------- | ------------ |
| 1.                  | «Grey Dawn»                        | 4:28         |
| 2.                  | «October Insight»                  | 5:03         |
| 3.                  | «Sweetness Dies»                   | 5:45         |
| 4.                  | «Heart of the Dead»                | 4:16         |
| 5.                  | «Floating»                         | 6:14         |
| 6.                  | «Lost in the Dark (And Then Gone)» | 5:25         |
| 7.                  | «Into Deep Sleep»                  | 5:13         |
| 8.                  | «Dear Sun»                         | 3:32         |
| Общая длительность: | Общая длительность:                | 39:56        |

## Участники записи
- Мортен Хансен — вокал
- Фред Норрман — гитара, бас-гитара
- Йонас Ренксе — барабаны, гитара